# Pi Mensae
Pi Mensae (π Men) es una estrella en la constelación austral de Mensa de magnitud aparente +5,65. A solo 10º del polo sur celeste, es la décima estrella más brillante de la constelación. En 2001 se anunció el descubrimiento de un planeta orbitando en torno a esta estrella. El 16 de septiembre de 2018, se anunció el descubrimiento de una supertierra en órbita.

## Características
Pi Mensae es una enana amarilla de tipo espectral G0V o G1V, aunque también ha sido catalogada como estrella subgigante.
Con una temperatura efectiva de 5996 K, su luminosidad es un 49 % superior a la del Sol.
Tiene un radio un 14 % más grande que el radio solar y gira sobre sí misma con una velocidad de rotación de, al menos, 3,1 km/s.
Su metalicidad es algo mayor que la del Sol ([Fe/H] = +0,03) y, a excepción del aluminio cuyo nivel es un 29 % inferior al solar, muestra una composición química muy semejante a la de nuestra estrella.
La masa estimada de Pi Mensae es un 7 % mayor que la masa solar y parece ser algo más vieja que el Sol, con una edad aproximada de 5440 millones de años.
Se encuentra a 59,7 años luz del sistema solar.

## Sistema planetario
El objeto que orbita en torno a Pi Mensae, Pi Mensae b, tiene una masa mínima 10,35 veces mayor que la del planeta Júpiter, por lo que en realidad puede ser un planeta extrasolar o una enana marrón, ya que la diferencia entre ambos objetos se establece en torno a 13 veces la masa de Júpiter. El período orbital es de 5,65 años y se mueve en una órbita claramente excéntrica a 3,29 UA de la estrella principal, variando esta distancia entre 2,1 UA y 5,3 UA. El 16 de septiembre de 2018, se publicó un artículo en arXiv que detalla el descubrimiento de una supertierra en una órbita de 6,27 días alrededor de la estrella, la primera detección publicada de exoplanetas de la nave espacial TESS.
| Acompañante (En orden desde la estrella) | Masa (MJ)      | Período orbital (días) | Semieje mayor (UA) | Excentricidad |
| ---------------------------------------- | -------------- | ---------------------- | ------------------ | ------------- |
| b                                        | > 10,35        | 2063,818               | 3,29               | 0,62          |
| c                                        | 4,82 ± 0,85 M⊕ | 6,2682 ± 0,00024       | 0,06839 ± 0,00050  | 0             |